# Teorema di Holmström
Il teorema di Holmström, attribuito a Bengt R. Holmström, nelle scienze economiche prova come nessun incentivo per un gruppo di agenti può soddisfare contemporaneamente le seguenti condizioni:
1. le entrate pareggiano le uscite (pareggio di bilancio),
2. il sistema ha un equilibrio di Nash,
3. il sistema è paretiano.

Il teorema di Gibbard-Satterthwaite è simile, e tratta dei sistemi di voto.
Pertanto in un sistema paretiano con un bilancio in pareggio non esiste alcun punto in cui un agente può migliorare la sua situazione cambiando il proprio livello di sforzo, anche se il livello di sforzo di tutti gli altri resta lo stesso, il che significa che gli agenti non possono mai impegnarsi in una strategia stabile; un sistema paretiano con un equilibrio di Nash non distribuisce tutti gli introiti, né spende più di quanto ha; e un sistema con un equilibrio di Nash e un bilancio in pareggio non massimizza il profitto totale di tutti.

## Enunciato del teorema
Si supponga che vi sia un gruppo di  n > 1 agenti neutrali al rischio le cui funzioni di preferenza sono strettamente concave e crescenti, nonché additivamente separabili in denaro e sforzo. Quindi, in base a un sistema di incentivi che distribuisca esattamente l'output tra i membri del gruppo, qualsiasi equilibrio di Nash è paretianamente inefficiente.
Rasmusen studia l'attenuazione di questo problema ottenuta eliminando l'assunzione che gli agenti siano neutrali al rischio (Holmström: "lineari rispetto al denaro").
La ragione economica del risultato di Holmström è un "problema di condivisione". Un membro del gruppo si trova di fronte a incentivi efficienti se riceve tutti i rendimenti marginali di un'unità addizionale del suo input. In uno schema di condivisione con il bilancio in pareggio, tuttavia, i membri del gruppo non possono essere incentivati in questo modo. Questo problema sarebbe aggirato se l'output potesse essere distribuito n volte invece che una soltanto. Questo richiede che ogni membro del gruppo prometta pagamenti fissi a un "anti-condivisore" (anti-sharer), come dimostrato da Kirstein e Cooter. Tuttavia, se uno dei membri del gruppo assume il ruolo dell'anti-condivisore, questo giocatore non ha assolutamente alcun incentivo a impiegare sforzi. L'articolo deriva le condizioni in base alle quali l'anti-condivisione interna induce i membri del gruppo a impiegare più sforzi di un contratto di condivisione con il bilancio in pareggio.